# 木多野あり
木多野 あり（きたの あり）は、日本の女性声優。主にアダルトゲームに声をあてている。

## 出演作品
太字は主役・メインキャラクター

### アダルトゲーム

#### 2013年
- 新妻特捜パトレイザー 〜略奪天獄篇〜（南風 千歳）
- 私が精液中毒なのはお前のせいだ! ～お嬢様は僕の××なしにはいられない～

#### 2014年
- 神淫獣 〜身を捧げ誰が為に戦う〜（神来社 海恵）[2]
- 孕辱の王妃とその姫君（リプシア）[3]
- ペロペロサイミン3 裸王伝 〜妖星の策略〜（五月雨 雫）
- 鎖のカンケイ 〜翼をもがれた籠の鳥〜（灯）[4]
- ガチンコ! ビッチクラブ（網野 美晴）[5]
- 七姫コレクション Princess Collection 〜美しき巨乳姫と人類最強の男〜（レーネ・クレスティア・グラン＝グローザ）[6]
- 駄作（凛藤 華愛美）[7]
- 螢火ノ少女（九重 未来）
- 牝教師4 〜穢された教壇〜（大谷 歌穂）[8]
- 逢魔ノ喰 〜聖に仕えし闇の偶像〜（如月 巴）[9]

#### 2015年
- LAND OF THE FREE（玲）[10]
- いきなり同棲性活?!（川村 美樹）[11]
- エロ本を捨ててから兄の様子がおかしい（湯川 百花）[12]
- 気取った女に不細工遺伝子を種付けさせろっ!!（鷹村 芽愛）[13]
- わたしの勇者は多重神格者 EPISODE5：「ガギエル・アイニ」（ガギエル）[14]
- ぷれい! ぷち! 妊（白間 真乃子）[15]
- 妖神鎮め 〜少女の決断、御子の決意〜（梅枝 杏子）[16]
- プレイ! プレイ! プレイ! 屍（倉野 尾麟、生田 真夏）[17]
- Closed GAME（レイシー・マレット）[18]
- 虜ノ旋律 〜淫らに喘ぐ処女セクステット〜（西園寺 七緒）[19]
- リバイブ 〜幽霊生活はパラダイス〜（有栖川 聖）[20]
- お願い!もうヤめてッ!! 〜爆乳J○は××××の中出し肉便器〜（岡田 里奈）[21]
- Gカップシスターズ! 〜妹だらけの搾乳学園祭〜（結月）[22]
- 駄作 〜アリスとクロエ、結ばれる日〜（少女）
- 対魔忍 紅（フェリシア）[23]
- JKビッチぱこぱこライフ（藤島 雪音）[24]
- 彼女の肢体に付いたアイツの唇痕 〜幼馴染みの巨乳彼女は先輩の大きな腕に包まれ淫蕩けた笑みを浮かべる〜（宮前遥奈）[25]
- 蜥蜴の尻尾切り（物部 智秋）[26]
- ゆ〜たい☆りだつっ!! どこでも だれでも ヤりほうだい!!（七尾 いずみ）[27]

#### 2016年
- らぶ撮りハレーション（一ノ瀬 法香）[28]
- GEARS of DRAGOON 2 〜黎明のフラグメンツ〜（クリスチーナ・M・マッコイ）[29]
- 放課後3 〜狙われた純潔〜（中橋 静佳）[30]
- エンコウカフェ（川口 詩織）[31]
- はらかつ! 〜気になるあの子と子作りエッチ〜（常盤 真理子）[32]
- えろゼミ〜エッチにヤルキにABC〜（鷺沢 華蓮）[33]
- 虜ノ鎖 〜処女たちを穢す淫らな楔〜（兎夜 栞）[34]
- ままはは（北上 伊桜里）[35]
- メス堕ち! 魅惑の人妻ライフ ～年上妻たちとのいちゃらぶ汁だく性活～（篠田 遥佳）[36]
- ふう☆がくっ ～必修科目は性実技! Hな授業でワンツーステップ～（田堂 ねむ）[37]
- ぜったい遵守☆にゅ～こづくりわーるど（星宮 きらり）[38]

#### 2017年
- リターニアの精霊使い -迷宮を征く者-（赤の精霊ヴェスタ）[39]
- ChronoBox -クロノボックス-（高梨子 小鳥）[40]
- 健全!変態生活のススメ（瀬戸 真子）[41]
- キミに迫るオトメのレッスン（白馬 日菜乃）
- ヘイズマン -THE LOCAL HERO-（宮寺 蓮夏）[42]
- 虜ノ旋律 ～淫らに喘ぐ処女セクステット～ The Motion（西園寺 七緒）[43]

#### 2018年
- 虜ノ鎖 ～処女たちを穢す淫らな楔～ The Motion（兎夜 栞）[44]

#### 2019年
- 虜ノ旋律 -Refrain- 調律される処女たちと女教師（西園寺 七緒）[45]
- セックスオープンワールドへようこそ!（エルダ・ハイリッテ）[46]

#### 2021年
- ガチンコ! ビッチクラブ センセーション（網野 美晴）[47]

#### 2022年
- 気になるあの娘はえろちゅーばー!（春川 ゆめ）[48]
- 人間不信の錬金術師と元兵士のホムンクルス（マイル）
- 俺と幼なじみの果てしないエッチバトル（由良 のどか）[49]

#### 2023年
- となりのLOVE JUICE（田口 桃華）[50]

### オンラインゲーム
- 対魔忍アサギ～決戦アリーナ～（フェリシア、黄泉 秋津、ユノー）
- 電脳天使ジブリール(レグルス[51])
- 対魔忍RPG](フェリシア、黄泉 秋津、ユノー)
- ときめき☆ラブフレンズ(遠野 栞)[52]

### OVA
- 虜ノ鎖 ～処女たちを穢す淫らな楔～
  - 上巻 奪われた日常（兎夜 栞）[53]
  - 下巻 ケダモノ達の宴（兎夜 栞）[54]
- にじげんむすめVR ～ヴィエンヌちゃんであそぼう!～（ヴィエンヌ）

### 音声作品
- 勇者だけど、ちょっと旅に出ている間にぽっくり死んでしまったと伝えたらどうなるのか? ～僧侶のばあい～（セシリア）
- 勇者だけど、あれから最近 身の周りが騒がしいです（セシリア）
- 【学園娼婦】彼女、飼育されます。～生徒会書記～（生徒会書記）[55]
- 彼氏持ち新人コスプレイヤーとプール付き高級ラブホで秘密の撮影会エッチ（さゆ）[56]
- 最強アサシンは性欲暴君に返りオホ堕ち ～ベッドの上での暗殺率100%の女が下品なメスになるまで～（スズラン）[57]
- 違法マッサージ店に潜入捜査した美女ポリスの堕ち我慢～快楽に耐えながら最後は逮捕できるのか!?～（朱音）[58]